# Internationella Metallfederationen
Internationella Metallfederationen (IMF) är en internationell facklig organisation som representerar 25 miljoner metallarbetare i 200 fackförbund i 100 länder. Den grundades i Zürich 1893, då trettio medlemmar från metallindustriarbetarförbund från åtta olika länder träffades för att skapa en internationell organisation.